# Can Turró (Cabanelles)
Can Turró és una masia del municipi de Cabanelles (Alt Empordà) inclosa en l'Inventari del Patrimoni Arquitectònic de Catalunya.

## Descripció
Situat al sud-oest del veïnat d'Espinavessa, ubicat al sud-est del municipi de Cabanelles al qual pertany.
Masia de planta rectangular amb la coberta de teula de dues vessants i distribuït en planta baixa i pis. Presenta un petit volum annex adossat a la façana de llevant, amb la coberta d'un sol vessant i una planta. La façana principal de la casa, orientada a migdia, presenta obertures rectangulars, que majoritàriament han estat reformades. Al centre del parament hi ha la porta d'accés principal, d'arc rebaixat bastit en maons i amb els brancals fets de pedra. Tant les de l'extrem de ponent com les de llevant han estat reformades amb maons. Un encanyissat de recent construcció protegeix la porta d'entrada de llevant. Cal destacar dos contraforts de reforç situats a la cantonada nord-est de l'habitatge.
La construcció està bastida amb còdols de pedra i maons disposats més o menys regularment, lligats amb morter de calç.

## Història
Segons el Pla Especial d'identificació i regulació de masies i cases rurals de l'ajuntament de Cabanelles Can Turró del Mas és una edificació construïda vers el 1700 amb reformes i ampliacions posteriors.